# Rincón de la Victoria
Rincón de la Victoria – gmina w Hiszpanii, w prowincji Malaga, w Andaluzji, o powierzchni 28,48 km². W 2011 roku gmina liczyła 41 216 mieszkańców.